# UB40
UB40 este o trupa britanică de reggae formată în 1978 în Birmingham. Trupa a plasat mai mult de 50 single-uri în UK Singles Chart , și a realizat, de asemenea pe plan internațional succese considerabile. Unul dintre cei mai bine vanduți artiști din lume, UB40 au vândut peste 70 de milioane de discuri. 
Primul lor hit nr.1 include prima numărul lor 1 "hrană spirituală" și două US Billboard Hot 100, și 2 numărul 1  cu "Red Red Wine" și "Cn.t help Falling in Love", în timp ce "I Got You Babe", de asemenea, au depășit topurile din UK.

## Istorie

### 1978-1999
Membrii trupei au început ca prieteni care se cunoșteau de la diferite școli din Birmingham. Numele "UB-40" vine de la formularul pentru solicitarea ajutorului de șomaj din Marea Britanie, guvernul " Ministerul Sănătății și Securității Sociale (DHSS) la momentul formării trupei. Denumirea de UB-40 vine de la U(unemployment-șomer) B(benefit-ajutor), Formular no.40 (formularul nr. 40, pentru ajutorul de șomaj).
Brian Travers a economisit și și-a cumpărat primul său saxofon în timp ce lucra ca ucenic electrician pentru GN Bailey, plecând  după câțiva ani pentru a deveni un membru fondator al UB40 alături de Jimmy Brown, Falconer Earl și Ali Campbell.
Înainte ca unii dintre ei să poată cânta la instrumente, Ali Campbell și Travers Brian au călătorit în jurul Birmingham-ului pentru promovarea trupei, și punerea de afișe cu UB-40
Sound-ul lor a fost creat și susținut prin intermediul spectacolelor  din diverse locații din Birmingham. Primul lor concert a avut loc pe 09 februarie 1979 la Pub & Hounds Hare în Kings Heath, Birmingham pentru petrecerea zilei de nastere a unui prieten.
UB-40 a atras atenția asupra lor, atunci când Chrissie Hynde i-a observat într-un pub și le-a dat o oportunitate ca un act de sprijin pentru trupa ei, The Pretenders. UB-40 primul single, "Regele"/" Mâncare pentru gândire" a fost lansat de Absolvent Records, o marcă independentă locală condusă de David Virr. Aceștia au ajuns pe locul 4 în topul UK.
Primul lor album intitulat Signing Off, a fost înregistrat într-un apartament, în Birmingham și a fost produs de către Bob Lamb. Signing  Off a fost lansat la 29 august 1980, și a intrat în topul UK la data de 2 octombrie 1980. Acesta a ajuns pe  locul 2 în Marea Britanie și a stat 71 săptămâni în top. Signing Off este acum un disc de Platina.
După un mare succes în Marea Britanie, popularitatea UB-40 în Statele Unite a fost stabilită atunci când au lansat albumul "Labour of Love" un cover al cântecelor din 1983. Albumul a ajuns pe locul 1 în topul UK și nr 8 pe Billboard 200 în SUA. Albumul "Red, Red Wine", un cover al lui Neil Diamond (într-un aranjament similar cu cel al Tony Tribe version), a rămas în topuri peste o sută de săptămâni. Trei ani mai târziu UB-40 concerteaza la marele bal de Caritate din Birmingham din 1986.
Coverul cel mai de succes a fost "I can't help falling in love with you" al lui Elvis Presley din coloana sonoră a filmul lui Sharon Stone, "Silver", devenind un hit atât în Europa cât și în SUA
Membrii grupului UB-40 trăiesc în Wellington, Noua Zeelandă din 2004

## Realizări
Ca număr de albume vândute, poziții în topuri și turnee UB40 este probabil cea mai de succes trupă reggae a tuturor timpurilor.
O mare parte din cântecele UB40 sunt cover-uri după cântece reggae classice.
UB40 au colaborat cu artiști precum:Pato Banton, Madness, Bitty McLean, Chrissie Hynde, Robert Palmer, Hunterz, Mikidozan, Nuttea, Lady Saw, Afrika Bambaataa, 808 State și Scary Éire.
Trupa a rămas aceeași de la început pe parcursul întregii cariere de peste 25 de ani, aceasta fiind una dintre realizările lor cele mai impresionante. Unii membrii ai trupei au lucrat la proiecte solo, dar toate albumele publicate îi includ pe cei 8 membri de la început.

## Membrii trupei
Trupa este una dintre cele mai diverse cultural trupe de dub, cu muzicieni de origineengleză, scoțiană, irlandeză, yemen și jamaicană. Componența trupei a fost remarcabil de stabilă de-a lungul celor aproape 30 de ani. Numai trupa americană din trei membri ZZ Top reușind acest lucru.
- James (Jimmy) Brown - n. 20 noiembrie 1957, în Birmingham - tobe
- Ali Campbell - n. Alistair Campbell, 15 februarie 1959, în  Birmingham - chitară, solist
- Robin Campbell - n. 25 decembrie 1954, în Birmingham - chitară principală, voce
- Earl Falconer - n. 23 ianuarie 1957, în Birmingham - chitară bas, voce
- Norman Hassan - n. 26 ianuarie 1958, în Birmingham - percuție, trombon, voce
- Brian Travers - n. 7 februarie 1959, în Birmingham - saxofon
- Mickey Virtue - n. Michael Virtue, 19 ianuarie 1957, în Birmingham - keyboard
- Astro - born Terence Wilson, 24 iunie 1957, în Birmingham - percuție, trompetă, voce fundal

Membri invitați au inclus:
- Patrick Tenyue (trompetă) (1983–94)
- Henry Tenyue (trombon) (1983–94)
- Martin Meredith (saxofon) (1997— )
- Laurence Parry (trompetă, corn, trombon) (1995— )

## Discografie

### Albume
| An   | Albume                                           | UK | SUA |
| ---- | ------------------------------------------------ | -- | --- |
| 1980 | Signing Off                                      | 2  | -   |
| 1981 | Present Arms                                     | 2  | -   |
| 1981 | Present Arms in Dub                              | 38 | -   |
| 1982 | UB44                                             | 4  | -   |
| 1982 | The Singles Album                                | 17 | -   |
| 1983 | UB40 Live                                        | 44 | -   |
| 1983 | More UB40 Music                                  | -  | -   |
| 1983 | Labour of Love 1                                 | 1  | 14  |
| 1984 | Geffery Morgan                                   | 3  | 60  |
| 1985 | Baggariddim                                      | 14 | -   |
| 1985 | Little Baggariddim                               | -  | 40  |
| 1985 | The UB40 File                                    | -  | -   |
| 1986 | Rat in the Kitchen                               | 4  | 53  |
| 1987 | UB40 CCCP: Live in Moscow                        | -  | 121 |
| 1987 | The Best of UB40 - Volume One                    | 3  | -   |
| 1988 | UB40                                             | 12 | 44  |
| 1989 | Labour of Love II                                | 3  | 30  |
| 1993 | Promises and Lies                                | 1  | 6   |
| 1994 | Labour Of Love, Volumes I and II (re-issue)      | 5  | -   |
| 1995 | The Best of UB40 - Volume Two                    | 12 | -   |
| 1997 | Guns in the Ghetto                               | 7  | 176 |
| 1998 | UB40 Present the Dancehall Album                 | -  | -   |
| 1998 | Labour of Love III                               | 8  | -   |
| 2000 | The Very Best of UB40                            | 7  | -   |
| 2001 | Cover Up                                         | 29 | -   |
| 2002 | UB40 Present the Fathers of Reggae               | -  | -   |
| 2003 | Homegrown                                        | 49 | -   |
| 2003 | Labour of Love, Volumes I, II and III (re-issue) | 7  | -   |
| 2005 | Who You Fighting For?                            | 20 | -   |

1 Labour Of Love a ajuns pe locul 15 în 1988 în SUA cu melodia "Red Red Wine".

### Single-uri
| An   | Melodie                                                       | UK singles | U.S. Hot 100 |
| ---- | ------------------------------------------------------------- | ---------- | ------------ |
| 1980 | "King"/"Food for Thought"                                     | 4          | -            |
| 1980 | "My Way of Thinking" / "I Think It's Going to Rain Today"     | 6          | -            |
| 1980 | "The Earth Dies Screaming" / "Dream a Lie"                    | 10         | -            |
| 1981 | "Don't Let It Pass You By" / "Don't Slow Down"                | 16         | -            |
| 1981 | "One in Ten"                                                  | 7          | -            |
| 1982 | "I Won't Close My Eyes"                                       | 32         | -            |
| 1982 | "Love Is All Is All Right"                                    | 29         | -            |
| 1982 | "So Here I Am"                                                | 25         | -            |
| 1983 | "I've Got Mine"                                               | 45         | -            |
| 1983 | "Red Red Wine"                                                | 1          | 34           |
| 1983 | "Please Don't Make Me Cry"                                    | 10         | -            |
| 1983 | "Many Rivers to Cross"                                        | 16         | -            |
| 1984 | "Cherry Oh Baby"                                              | 12         | -            |
| 1984 | "If It Happens Again"                                         | 9          | -            |
| 1984 | "Riddle Me"                                                   | 59         | -            |
| 1985 | "I'm Not Fooled" / "The Pillow"                               | 59         | -            |
| 1985 | "I Got You Babe" (with Chrissie Hynde)                        | 1          | 32           |
| 1985 | "Don't Break My Heart"                                        | 3          | -            |
| 1986 | "Sing Our Own Song"                                           | 5          | -            |
| 1986 | "All I Want to Do"                                            | 42         | -            |
| 1987 | "Rat in my Kitchen"                                           | 12         | -            |
| 1987 | "Watchdogs"                                                   | 39         | -            |
| 1987 | "Maybe Tomorrow"                                              | 14         | -            |
| 1988 | "Reckless" (with Afrika Bambaataa)                            | 17         | -            |
| 1988 | "Where Did I Go Wrong"                                        | 26         | -            |
| 1988 | "Red Red Wine" (U.S. re-issue)                                | -          | 1            |
| 1988 | "Breakfast in Bed" (with Chrissie Hynde)                      | 6          | -            |
| 1988 | "Come out to Play"                                            | 77         | -            |
| 1989 | "I Would Do for You"                                          | 45         | -            |
| 1989 | "Homely Girl"                                                 | 6          | -            |
| 1990 | Kingston Town                                                 | 4          | -            |
| 1990 | "Wear You to the Ball"                                        | 35         | -            |
| 1990 | "I'll Be Your Baby Tonight" (with Robert Palmer)              | 6          | -            |
| 1990 | "Impossible Love"                                             | 47         | -            |
| 1991 | "The Way You Do the Things You Do"                            | 49         | 6            |
| 1991 | "Here I Am (Come and Take Me)"                                | 46         | 7            |
| 1991 | "Groovin'"                                                    | -          | 90           |
| 1992 | "One tn Ten" (remix by 808 State)                             | 17         | -            |
| 1993 | "Can't Help Falling in Love"                                  | 1          | 1            |
| 1993 | "Higher Ground"                                               | 8          | 45           |
| 1993 | "Bring Me Your Cup"                                           | 24         | -            |
| 1994 | "C'est La Vie"                                                | 37         | -            |
| 1994 | "Reggae Music"                                                | 28         | -            |
| 1995 | "Until My Dying Day"                                          | 15         | -            |
| 1997 | "Tell Me Is It True"                                          | 14         | -            |
| 1997 | "Always There"                                                | 53         | -            |
| 1998 | "Come Back Darling"                                           | 10         | -            |
| 1998 | "Holly Holy"                                                  | 31         | -            |
| 1999 | "The Train Is Coming"                                         | 30         | -            |
| 2000 | "Light My Fire"                                               | 63         | -            |
| 2001 | "Since I Met You Lady" (with Lady Saw) / "Sparkle of My Eyes" | 40         | -            |
| 2002 | "Cover Up"                                                    | 54         | -            |
| 2003 | "Swing Low"                                                   | 15         | -            |
| 2005 | "Kiss and Say Goodbye"                                        | 19         | -            |
| 2005 | "Reasons" (with Hunterz and The Dhol Blasters)                | 75         | -            |
| 2006 | "Who You Fighting For" (download only)                        | -          | -            |